# Vitbukig solfågel
Vitbukig solfågel (Cinnyris talatala) är en fågel i familjen solfåglar inom ordningen tättingar.

## Utbredning och systematik
Fågeln förekommer från sydvästra Angola och norra Namibia till sydöstra Tanzania, Zambia, Malawi, norra och östra Botswana, Zimbabwe, Moçambique, Swaziland samt östra Sydafrika (Nordvästprovinsen och Limpopo till Fristatsprovinsen och KwaZulu-Natal). Den behandlas som monotypisk, det vill säga att den inte delas in i några underarter.

## Status
Arten har ett stort utbredningsområde och beståndet anses vara stabilt. Internationella naturvårdsunionen IUCN listar den därför som livskraftig (LC).